# Quietula y-cauda
Quietula y-cauda, jedna od dviju vrsta riba iz roda Quietula, porodica glavoča. Živi uz obalu Kalifornije od Morro Baya na jug uz obale poluotoka Kalifornija i susjednog meksičkog kopna.
Naraste do dužine od 70 mm (2.75 inči). Nema ekonomske vrijednossti.
Prvi su ga opisali Jenkins & Evermann, 1889.